# Thathaiyangarpet
Thathaiyangarpet é uma panchayat (vila) no distrito de Tiruchirappalli, no estado indiano de Tamil Nadu.

## Demografia
Segundo o censo de 2001,  Thathaiyangarpet  tinha uma população de 12,276 habitantes. Os indivíduos do sexo masculino constituem 51% da população e os do sexo feminino 49%. Thathaiyangarpet tem uma taxa de literacia de 70%, superior à média nacional de 59.5%: a literacia no sexo masculino é de 78% e no sexo feminino é de 62%. Em Thathaiyangarpet, 9% da população está abaixo dos 6 anos de idade.